# 마프데트

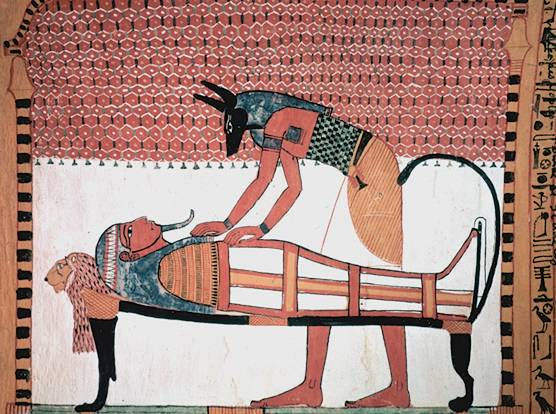
아누비스가 파라오의 미라를 보살피는 동안 미라를 받히고 있는 침대 모습으로 그려진 마프데트

마프데트(Mafdet, Maftet)는 뱀과 전갈로부터 사람을 지켜주는 고대 이집트의 여신이다. 주로 몽구스나 고양잇과의 동물로 자주 표현되었다. 그녀는 제 1왕조 때부터 이집트 만신전에 이름을 올릴 정도로 매우 오래된 여신이었고, 사법 정의와 사형을 담당하는 신이었던 것으로 추정된다. 그녀는 왕궁과 성소를 수호해주는 여신으로도 잘 알려져 있는데, 이는 독을 품고 있는 동물들을 막는 그녀의 역할이, 마아트를 유지시키는 역할과 매우 잘 어울렸기 때문이었던 것으로 알려져 있다.

전갈이나 뱀과 같은 생물들이 고양잇과 동물들에 의해 자주 퇴치되는 경우가 많았기 때문에 마프데트는 고양잇과 동물로 표현되는 경우가 많았고, 대체적으로 고양이, 아프리카 시벳, 몽구스 등으로 구현되기도 하였다. 독사들을 잡아 죽이는 동물들의 습성들로 인해, 그녀는 '독사 살해자'라는 칭호를 얻기도 하였다.

## 예술
보통 이집트의 예술 작품에서 마프데트는 고양잇과의 머리를 지닌 여성의 모습으로 표현되거나, 고양이의 몸에 여성의 머리를 가진 존재로 묘사되는 경우가 많았다. 그녀는 집행자의 지팡이에 조각되는 경우도 많았는데, 이는 마치 고양이가 인간에게 죽은 새나 동물들을 갖다놓듯이, 그녀 또한 잘못된 행동을 저지른 자들의 심장을 뜯어 파라오의 발아래에 내려놓는다는 뜻을 담고 있었다.
신왕조시대에, 그녀는 두아트에 있는 판결의 전당에 거주하는 것으로 여겨졌고, 파라오의 대적들의 목을 자르는 역할을 맡았다고 생각되었다.